# Cyril Davies
Cyril Davies (Denham (Buckinghamshire), 23 januari 1932 – Londen, 7 januari 1964) was een Britse bluesmuzikant (gitaar, mondharmonica). Hij zong en speelde op een 12-snarige gitaar, maar staat vooral bekend om zijn mondharmonica. Davies, samen met Alexis Korner en John Mayall, wordt beschouwd als een van de vaders van de Europese blues. Aan zijn carrière kwam een abrupt einde door zijn vroege dood.

## Biografie
Davies groeide op in Denham en werkte aanvankelijk als automonteur voordat hij naar Londen verhuisde. Daar speelde hij eerst banjo met Steve Lanes Southern Stompers. Hij en Alexis Korner, steeds meer een bluesfan, runden sinds 1955 de London Blues and Barrelhouse Club, die voorheen een skiffle-club was. Volgens Alexis Korner was de skiffle-club altijd vol, maar slechts drie mensen kwamen op de eerste avond van de bluesclub. Desondanks werd hij de kern van de Britse bluesbeweging. Davies en Korner speelden ook samen als duo. Met Korner richtte Davies in 1961 de band Blues Incorporated op, waaruit een hele reeks bekende blues- en rockmuzikanten en bands voortkwam. In het district Ealing van Londen runden ze de Ealing Club, waar het bluescircuit samenkwam en samen speelde. Blues Incorporated speelde vaak in de club. De openingsact waren niemand minder dan The Yardbirds en The Rolling Stones, die toen nog onbekend waren en hun eerste optredens hadden via Davies en Korner.
In 1963 verliet Davies Blues Incorporated en formeerde hij de Cyril Davies All Stars. Korner wilde een blazerssectie in de band brengen en meer richting jazz gaan, een onaanvaardbare stap voor blues-purist Davies. Graham Bond was de opvolger bij Blues Incorporated. Met uitzondering van enkele singles nam Davies alleen het studioalbum R&B from the Marquee op met Blues Incorporated, dat wordt beschouwd als de eerste Europese bluesplaat. Met de All Stars bracht hij slechts twee singles uit voor zijn dood. The All Stars was vooral de band van Screaming Lord Sutch geweest. Na Davies overlijden leidde Long John Baldry de band verder onder de naam Hoochie Coochie Men.

## Overlijden
Cyril Davies overleed in januari 1964 op bijna 32-jarige leeftijd aan de gevolgen van leukemie.

## Discografie
- 1957: The Legendary Cyril Davies
- 1957-1961: Alexis Korner And Cyril Davies
- 1962: Cyril Davies
- 1962: R&B from the Marquee
- 1964: The Sound of Cyril Davies (ep)
- 1992: Dealing With The Devil Immediate Blues, Vol. 2
- 1992: Stroll On